# Оберстлейтенант
Оберстлейтенант (нім. Oberstleutnant) — військове звання старшого офіцерського складу в Збройних силах Німеччини (Імперська армія Німеччини, Рейхсвер, Вермахт, Бундесвер), Австрії (також в армії Австро-Угорщини), Бельгії, Данії, Норвегії, Швейцарії.
Звання оберст-лейтенанта знаходиться за старшинством між військовими званнями майора та оберста.
За часів Третього Рейху у військах СС відповідало званню СС-оберштурмбаннфюрер.
| Сухопутні війська | Люфтваффе                                                                |
| --- | ------------------------------------------------------------------------ |
| - Оберстлейтенант i.G. (служби Генерального штабу) - Оберстлейтенант (військова розвідка) - Оберстлейтенант a.D. (моторизована піхота у відставці) | - Оберстлейтенант (польова форма) - Оберстлейтенант (приглушені кольори) |